# توماس إف. مونتيليوني
توماس إف. مونتيليوني (بالإنجليزية: Thomas F. Monteleone)‏ (14 أبريل 1946، بالتيمور في الولايات المتحدة)؛ روائي أمريكي.

## روابط خارجية
- توماس إف. مونتيليوني على موقع IMDb (الإنجليزية)